# Григорий (Харкевич)
Архиепи́скоп Григо́рий (пол. Arcybiskup Grzegorz, в миру Ежи Харкевич, пол. Jerzy Charkiewicz; 4 декабря 1964, Белосток, Польша) — архиерей Польской православной церкви, архиепископ Бельский, викарий Варшавской епархии.

## Биография
В 1979 году поступил в православную духовную семинарию в Варшаве. После его окончания он продолжил обучение в двухлетней Высшей православной духовной семинарии в Яблечне, которую окончил в 1985 году. В 1987 году поступил в Ленинградскую духовную академию, где в 1991 году защитил диссертацию.
28 августа 1989 года архиепископом Саввой рукоположён во диакона.
7 апреля 1994 года архиепископом Саввой в Супрасльском Благовещенском монастыре был пострижен в монашество с наречением имени Георгий и в тот же день рукоположён во иеромонаха. В 1994 году возведён в сан игумена.
С 1996 года — ассистент кафедры практического богословия христианской богословской академии. С 1996 года он также является учителем литургики и церковнославянского языка в Иконографическом училище в Бельске-Подляском.

### Архиерейство
12 мая 1998 года рукоположён во епископа Бельского, викария Варшавской епархии.
1 апреля 2008 года назначен епископом Супрасльским, викарием Белостокско-Гданьской епархии. Будучи в распоряжении Польского Священного Синода, служил попечителем православных обителей Польши.
9 ноября 2010 года Собор Епископов Польской православной церкви удовлетворил просьбу епископа Григория, уволив его с должности наместника монастыря в Супрасле, оставив его в то же время епископом Супрасльским.
В 2016 году решением Архиерейского собора избран духовным попечителем Братства православной молодёжи Польской Республики.
После смерти архиепископа Вроцлавского и Щецинского Иеремии (Анхимюка) (17 апреля 2017 г.) временно (до 16 мая 2017 года) исполнял обязанности правящего архиерея Вроцлавско-Щецинской епархии. После смерти архиепископа Лодзинского и Познанского Симона (Романчука) (28 июня 2017 года) он временно (до 24 сентября 2017 года) исполнял обязанности ординария Лодзинско-Познанской епархии.
9 октября 2017 года Указом митрополита Варшавского Саввы возведён в сан архиепископа.